# Феб Сэя
Феб Сэя (лат. Sayornis saya) — птица семейства тиранновых. Видовой эпитет дан в честь американского натуралиста Томаса Сэя (1787—1834).

## Описание
Феб Сэя длиной 16 см. Оперение верхней части тела окрашено в серо-коричневый цвет, брюхо коричнево-оранжевого цвета. Шея и грудь светло-серые. Молодые птицы отличаются коричневыми полосами на крыльях.

## Распространение
Феб Сэя живёт в период гнездования в сухих открытых или полуоткрытых местообитаниях на западе Северной Америки, от Аляски до Мексики. Зимой он мигрирует на юг Мексики. На юге ареала это оседлые птицы.

## Образ жизни
Феб Сэя сходен по поведению и экологии с восточным фебом. Он взлетает с присады и ловит насекомых в воздухе. Он также может зависать, трепеща крыльями подобно пустельге. А сидя на присаде, время от времени взмахимает хвостом, поднимая и опуская его. Феб Сэя также часто охотится на насекомых прямо над поверхностью воды. Этот вид питается почти исключительно насекомыми, но известны отельные случаи, когда они едят ягоды.

### Размножение

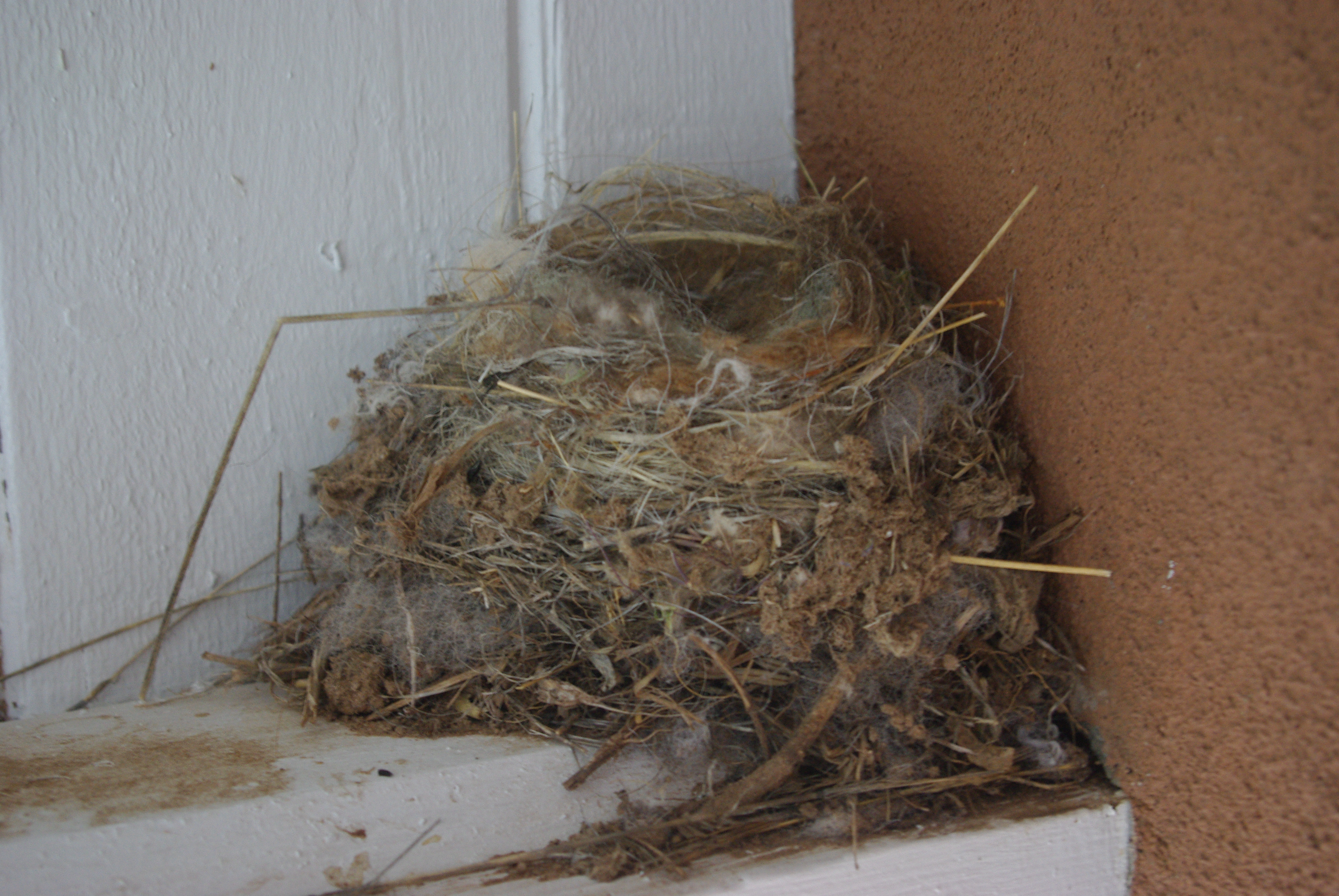
Гнездо феба Сэя, расположенное в нише на постройке человека

Гнездо феба Сэя построено в типичной для этого рода манере. Они строят свои гнезда в естественных или искусственных пустотах под мостами, на стенах каньонов, в колодцах и заброшенных шахтах. Гнездо чашевидной формы строит самка. Строительный материал гнезда состоит травинок злаков, разнотравья, мха и растительных волокон, лоток выстлан волосами и другими тонкими материалами. Самка откладывает от трех до семи, но обычно четыре или пять белых, в основном без отметин, яиц. Некоторые кладки имеют красные пятна. Длина яиц  20 мм.
Сезон размножения очень растянут - феб Сэя размножается в любое время от конца марта до конца августа. Они могут гнездиться на разных  высотах над уровнем моря  от 300 до 1800 метров. Но наиболее типичный гнездовой биотоп — это открытые засушливые месообитания. Ихгнездовой ареал очень обширен — он охватывает всю западную континентальную Северную Америку  от арктической Аляски на севере до центральной Мексики на юге.
Насиживание кладки продолжается 12–14 дней. Насиживает исключительно самка, но оба родителя участвуют в выкармливании выводка. Через 14–17 дней молодые птенцы вылетают из гнезда и вскоре становятся самостоятельными. То же самое гнездо может быть повторно использовано во второй период гнездования.

### Пища и питание
Основу их рацион составляют насекомые. К ним относятся кузнечики, мухи, сверчки, жуки и пчелы. Их методы ловли добычи включают схватывание ее в воздухе или склевывание насекомых, когда они находятся на поверхности земли. Также было отмечено, что они утреблять в пищу мальков рыбы. Рацион взрослых особей  отличается от рациона птенцов, причем последние потребляют больше более мягких объектов питания.

### Звуковые сигналы
Как и другие виды Sayornis, фебы Сэя использует пение, в качестве демонстрации основной формы общения. Пение птицы звучит как «пит-зии-ар», призыв как «пи-ии». Оба эти крика часто беспрерывно сменяют друг друга. Песня этого вида характерна тем, что имеет очень резкий и громкий звук в начале, а затем медленно выравнивается до более ровного тона. Этот начальный резкий звук является видоспецифичной чертой песни этого вида по сравнению с другими представителями рода Sayornis. Они обычно используют песню, чтобы дать знать другим самцам о том, что данная территория занята, особенно характерно пение на начальных стадиях сезона размножения. Практически все самцы поют; однако отдельные самки также могут петь. Довольно часто фебы Сэя поют в воздухе, зависая над открытым пространством.

## Подвиды
Различают четыре подвида.
- Sayornis saya pallidus (Swainson, 1827) — центральное нагорье Мексики
- Sayornis saya quiescens (Grinnell, 1926) — север полуострова Калифорния и остров Седрос в Мексике
- Sayornis saya saya (Bonaparte, 1825) — западная Канада к югу через западную часть США
- Sayornis saya yukonensis (Bishop, 1900) — Аляска и северо-западная Канада